# 默尔施巴赫 (凯撒斯劳滕)
默尔施巴赫（德語：Mölschbach）是德国莱茵兰-普法尔茨州凯撒斯劳滕的市辖区，位于普法尔茨森林。1969年之前，该地一直是独立的市镇。

## 友好城市
- 法國 杜济